# Philipp Orth

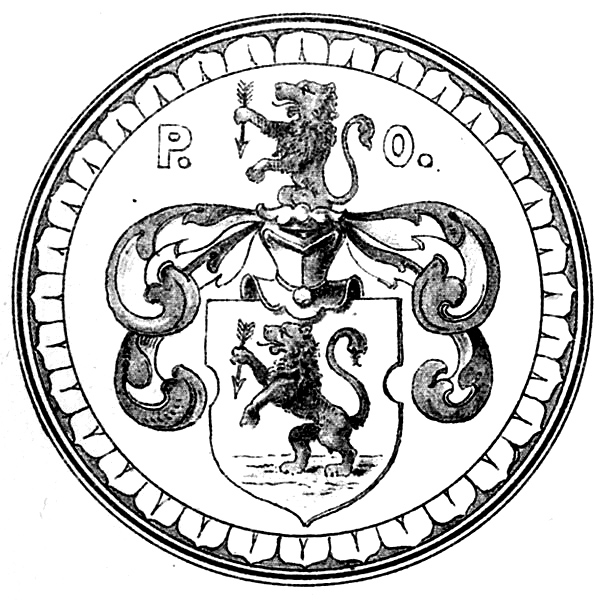
Das Wappen des Philipp Orth mit seinen Initialen P.O.

Epitaph des Philipp Orth, ehemals in der Heilbronner Kilianskirche

Philipp Orth (* 27. August 1534 in Heilbronn; † 5. März 1603) war von 1574 bis 1603 Bürgermeister von Heilbronn.

## Leben
Philipp entstammt der Familie Orth, die ursprünglich aus Langenselbold in der Nähe von Hanau kam, sich in Frankfurt am Main zu einer Kaufmannsfamilie entwickelt hatte und 1533 mit Philipps gleichnamigem Vater Philipp Orth (1509–1555) nach Heilbronn eingewandert ist. Das Wappen des langenselboldischen Zweigs der Familie Orth stellt einen goldenen Löwen dar, der aufspringt und einen Pfeil hält. Der 1534 geborene Philipp war der älteste von sechs Söhnen des Vaters und der erste in Heilbronn geborene Orth.
Philipp Orth besuchte die Heilbronner Lateinschule und absolvierte danach eine Ausbildung zum Kaufmann, um in das elterliche Unternehmen einzutreten, wo er für den Wareneinkauf in Italien, den Niederlanden sowie in Norddeutschland verantwortlich war. Nach dem frühen Tod des Vaters führte er ab 1555 mit 21 Jahren die Geschäfte des elterlichen Unternehmens fort. Er gab den Edelmetall- und Seidenhandel auf, dessen Produkte er aus Italien bezogen hatte, und konzentrierte sich auf den Handel mit Fischen, Blei und Leder. Die Mutter und später noch ein Bruder waren zunächst noch Teilhaber des Unternehmens, ab 1585 war es im Alleinbesitz von Philipp Orth.
Nach seiner Heirat 1559, in deren Absprache er sich ursprünglich verpflichtet hatte, seinen Wohnsitz in Frankfurt zu nehmen, wurde er mit Rücksicht auf seine Mutter und seine noch unmündigen Geschwister 1560 Heilbronner Bürger. Als solcher wurde er noch im selben Jahr zum Mitglied des Gerichts gewählt. 1564 wurde Mitglied des kleinen Rates. Ab 1571 war er Vogt des reichsstädtischen Dorfes Flein. 1572 war er Schultheiß und von 1574 bis 1603 Bürgermeister von Heilbronn. In diesem Amt folgten ihm bis 1795 mehrere seiner Nachfahren, darunter 1614 sein Sohn Philipp Orth der Jüngere. Zu seinen Leistungen als Bürgermeister zählt der Bau der Heilbronner Wasserversorgung durch die Einleitung von Wasser des Cäcilienbrunnens, der Bau der Befestigung beim Bollwerksturm und die Einrichtung einer städtischen Bücherei in den Gebäuden des ehemaligen Franziskanerklosters am Hafenmarkt.
Die Orth besaßen in Heilbronn den Maulbronner Hof und ließen darin 1551 das Orth’sche Haus in der damaligen Kramstraße (später: Kaiserstraße) bauen. Philipp Orth unternahm zahlreiche Reisen, die ihn u. a. nach 1575 Rom und 1576 nach London führten. Angeregt von den römischen Villen errichtete er im Heilbronner Osten ein Landgut mit See, Fischzucht und Seehaus, das spätere Trappenseeschlösschen. 1578 gehörte Orth zu der Heilbronner Delegation, die in Wien von Kaiser Rudolf II. das Reichslehen neu empfing, auf dem Rückweg besuchte er noch einige ungarische Festungen.
Als er 1603 starb, wurde sein Vermögen auf 40.500 Gulden beziffert, er war damit der höchstbesteuerte Bürger in Heilbronn.
Ein Epitaph für Philipp Orth und seine Frau befand sich einst in der Heilbronner Kilianskirche. Noch heute ist die Heilbronner Orthstraße nach der Familie benannt.

## Familie
Er heiratete am 28. August 1559 Maria Bocher, eine Tochter aus dem Frankfurter Handelshaus Bocher. Das Paar hatte elf Kinder.
Nachkommen:
- Anna Maria (1562–1592) ⚭ Georg Kast, Hachbergischer Land- und Ratsschreiber[3]
- Magdalena (1564–1592) ⚭ Jeremias Imlin, Heilbronner Großkaufmann
- Philipp d. J. (1567–1622), Bürgermeister in Heilbronn, ⚭ Anna Imlin
- Hans Heinrich (1569–1634), Kaufmann, ⚭ Barbara Buhl
- Margareta (1571–1598) ⚭ Johann Friedrich Gößlin, Steuerherr in Heilbronn
- Friedrich (1574–1633), Kaufmann, ⚭ Agnes Schnepf
- Jeremias (1577–1635), Kaufmann, ⚭ (1) Margareta Braun, (2) Margareta Krafft
- Dominikus (1579–1633), Anwalt, ⚭ Barbara Kugler
- Johann Georg (1585–1627), Kaufmann, ⚭ Lucia von Spreckelsen
- zwei jung verstorbene Kinder